# Bandera de la Riera de Gaià
La bandera oficial de la Riera de Gaià (Tarragonès) té el següent blasonament:
Bandera apaïsada, de proporcions dos d'alt per tres de llarg, groga, amb el drac verd lampassat de vermell de l'escut, d'alçària 4/9 de la del drap i d'amplària 8/27 de la llargària del mateix drap, posat a 1/18 de la vora superior i a 1/27 de la de l'asta; i amb una faixa ondada blanca de gruix 1/19 de l'alçària del drap, rivetada de blau fosc i amb el rivet superior i l'inferior de gruix 1/18 de l'alçària del drap; tot el conjunt a 1/9 de la vora inferior.
Va ser aprovada en el ple de l'ajuntament del 29 de gener de 2002, i publicat en el DOGC el 17 de març de 2003.

## Curiositat
Altres banderes que també carreguen un drac.

Gal·les, Regne Unit
Navès, Solsonès
Puerto Madryn, Argentina